# TAI Kaan
TAI Kaan (TAI TF-X (MMU – Milli Muharip Uçağı/Krajowy Samolot Bojowy)) – prototypowy turecki samolot wielozadaniowy 5. generacji o obniżonej skutecznej powierzchni odbicia radarowego.

## Historia

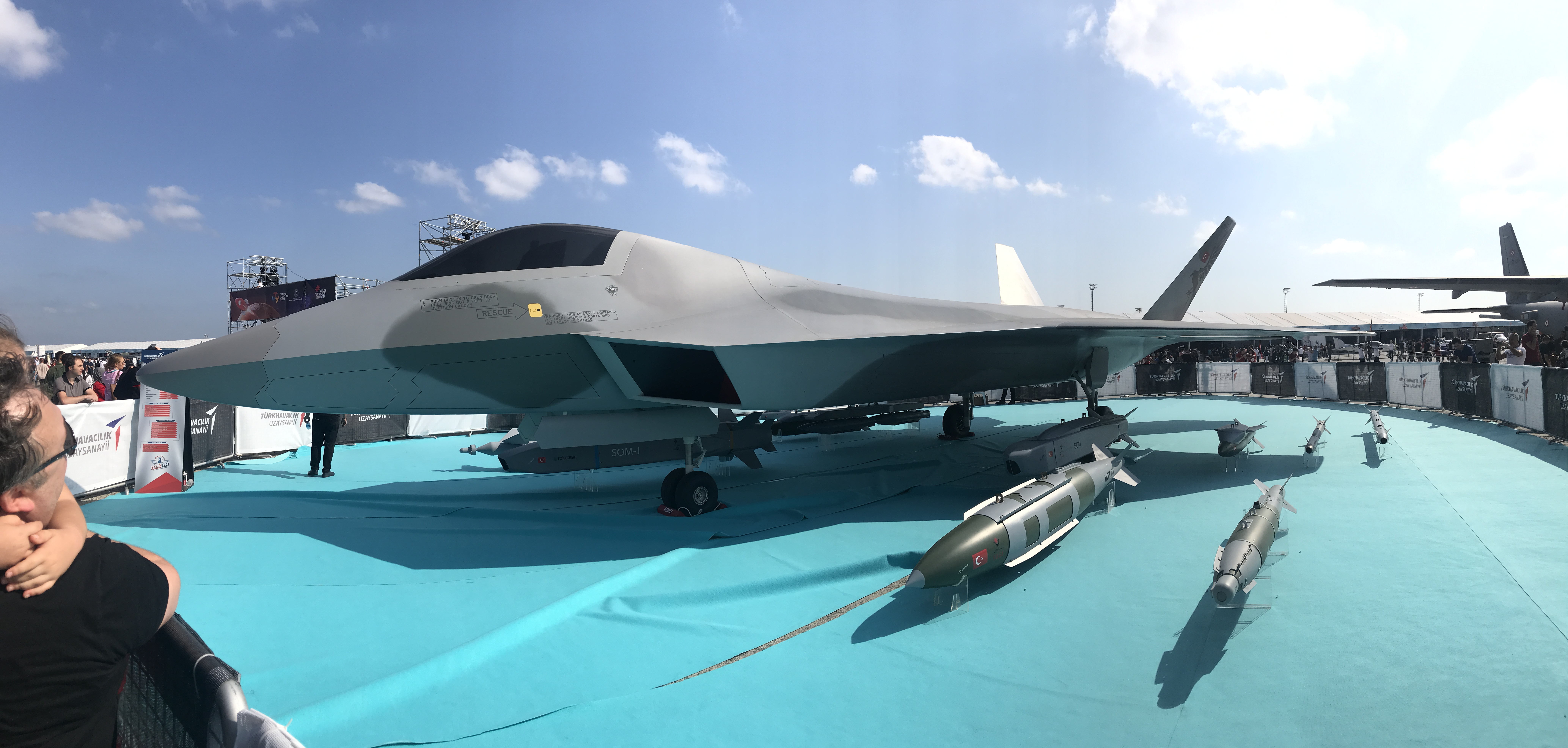
Makieta samolotu TAI TF-X

Formalny początek prac nad nowym samolotem przeznaczonym dla Tureckich Sił Powietrznych odbył się 15 grudnia 2010 roku. Wówczas to Savunma Sanayii İcra Komitesi (Komitet Wykonawczy Przemysłu Obronnego) ogłosił podjęcie decyzji o rozpoczęciu prac projektowych, budowie prototypu i wdrożeniu produkcji seryjnej maszyny 5. generacji. Nowa konstrukcja miała zastąpić znajdujące się na stanie rodzimych sił powietrznych maszyny General Dynamics F-16 Fighting Falcon i wraz z zamówionymi Lockheed Martin F-35 Lightning II stworzyć trzon bojowego lotnictwa Turcji. Głównym zadaniem TF-X miałaby być obrona powietrzna kraju, a zadania uderzeniowe realizowałby F-35. Pomimo takiego podziału, nowa konstrukcja pozostawałaby maszyną wielozadaniową. We wrześniu 2011 roku Podsekretariat ds. Przemysłu Obronnego (Savunma Sanayi Müsteşarlığı – SSM) przyznał pierwszy kontrakt na rozpoczęcie prac analityczno-koncepcyjnych. W ramach trwającego dwa lata projektu, miano rozpatrzyć możliwości realizacji programu przez krajowy przemysł lotniczy i w tym kontekście zakres ewentualnej międzynarodowej współpracy. W owym czasie brana była również pod uwagę możliwość dołączenia Turcji do już realizowanego programu budowy nowoczesnego samolotu bojowego przez inne państwa. Swoim zakresem prace miały objąć również opracowanie wymagań, jakim miał podołać nowy samolot, opracowanie wstępnej koncepcji konstrukcji i wyposażenia. Za realizację programu odpowiedzialny został krajowy potentat przemysłu lotniczego Turkish Aerospace Industries. Równolegle Turcja prowadziła rozmowy z przedstawicielami Korei Południowej na temat ewentualnego dołączenia Turcji do programu maszyny oznaczonej jako KAI KF-X, realizowanego przez Koreę we współpracy z Indonezją projektu wielozadaniowego myśliwca o obniżonej skutecznej powierzchni odbicia radarowego. Rozmowy nie przyniosły rezultatu i Turcja nie podjęła współpracy z azjatyckimi partnerami.
29 września 2013 roku zaprezentowano pierwsze, wstępne konfiguracje nowej tureckiej maszyny. Ograniczono się do trzech potencjalnych wariantów. Dwa z nich zakładały budowę jednosilnikowych samolotów oraz jeden wariant z dwoma jednostkami napędowymi. W opracowywaniu wariantów brała udział szwedzka firma SAAB. Wszystkie samoloty miały być maszynami jednomiejscowymi. Poza liczbą silników różniły się również wybranym typem skrzydeł. W pierwszym jednosilnikowym samolocie zastosowano skrzydło pasmowe i rozwidlone, podwójne usterzenie pionowe. W drugiej maszynie wybrano trójkątne skrzydła i przednie usterzenie w układzie kaczki oraz takie samo, jak poprzednio zdwojone usterzenie pionowe. Z kolei dwusilnikowa konstrukcja wyposażona została w skrzydła o trapezowym obrysie z przykadłubowymi pasmami. I tak jak pozostałe dwie konfiguracje, również i w tym przypadku wybrano zdwojone, rozchylone usterzenie pionowe. Ostatecznie do dalszych prac skierowany został projekt dwusilnikowej wersji samolotu.
13 marca 2015 roku wystosowano formalne zapytanie o informację (RFI – Request for Information) do krajowych firm mogących wziąć udział w pracach projektowych, produkcji i rozwoju nowej konstrukcji. 5 sierpnia 2016 roku Podsekretariat ds. Przemysłu Obronnego podpisał z TAI czteroletnią umowę na opracowanie ogólnego projektu TF-X. Do podpisania kontraktu doszło w trakcie odbywającego się w Turcji Eurasia Airshow. TAI odpowiada za całość projektu i integracje prac poszczególnych podwykonawców. W ramach umowy przewidywano również doprowadzenie do ostatecznej wersji niektórych układów mających znaleźć się na pokładzie prototypu. Wśród nich wymieniane były sensory pokładowe oraz system walki elektronicznej. W ramach programu TAI podjął współpracę z zagranicznymi partnerami. Jeszcze przed formalnym podpisaniem umowy, pod koniec 2015 roku pojawiły się doniesienia, że preferowanym partnerem mającym współuczestniczyć w pracach projektowych będzie brytyjski BAE Systems, jedna z wiodących firm na rynku produkcji wojskowej i lotniczej, mająca doświadczenie w produkcji elementów do amerykańskiego F-35, jak również samodzielnych pracach projektowych nad samolotami o obniżonej skutecznej powierzchni odbicia. Swoje oferty współpracy przedłożyły również szwedzki SAAB oraz Airbus Defence and Space. Doniesienia z 2015 roku potwierdziły się w styczniu 2017 roku, kiedy to TAI oraz SSM oficjalnie wskazały BAE Systems jako partnera mającego wspomagać prace projektowe. Wówczas to w obecności przybyłej do Turcji brytyjskiej premier Theresy May podpisano stosowne porozumienie. Według doniesień prasowych, zwłoka w podjęciu brytyjsko-tureckiej współpracy była efektem nieudanej próby wojskowego zamachu stanu, przeprowadzonej nocą z 15 na 16 lipca 2016 roku w Turcji. Fala aresztowań i represji jaka ogarnęła Turcję po zamachu, wstrzymała brytyjskie aspiracje. W trakcie odbywających się w maju 2017 roku w Turcji targów uzbrojenia International Defence Industry Fair podpisano kolejny dokument Letter of Agreement (porozumieniach o współpracy) pomiędzy TAI i BAE Systems a 25 sierpnia tego samego roku, ostateczną umowę o kooperacji pomiędzy obydwoma partnerami.

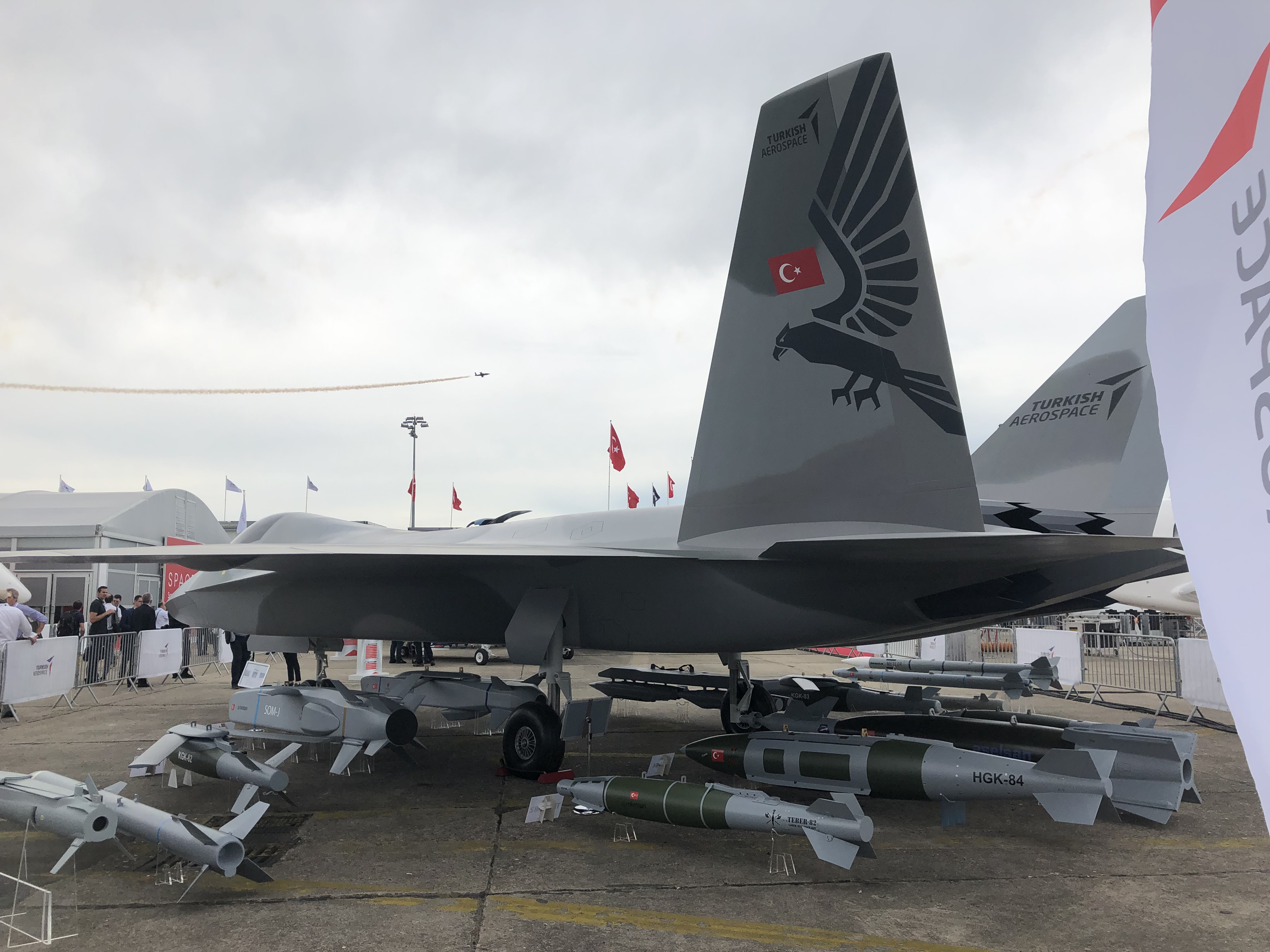
Makieta samolotu TAI TF-X, widok od tyłu z widocznym uzbrojeniem, które samolot ma być zdolny do przenoszenia

Długi czas zajął proces wyboru jednostek napędowych. Docelowym rozwiązaniem, korespondującym z polityką samowystarczalności w projektowaniu, budowie i eksploatacji sprzętu wojskowego, ma być zastosowanie silników rodzimej konstrukcji. Nie mając jednak gotowych jednostek, rozpoczęto poszukiwania zagranicznych zamienników. Oferty od potencjalnych dostawców zbierano do końca 2017 roku. Wstępne plany zakładały ujawnienie producenta i typu silnika, mającego znaleźć zastosowanie w TF-X jeszcze przed końcem 2017 roku. Wśród rozpatrywanych propozycji znalazły się silniki powstałej w maju 2017 roku firmy TAEC Uçak Motor Sanayi AŞ. Założyły ją dwa podmioty: brytyjski Rolls-Royce, który otrzymał 49% udziałów i turecki Kale Group z 51% udziałów. Celem powstałego konsorcjum była budowa turbowentylatorowej jednostki przeznaczonej dla TF-X. Strona brytyjska zapewnia wsparcie projektowe i szkolenie tureckiego personelu oraz pomoc przy uruchomieniu produkcji seryjnej w przypadku wyboru właśnie tej oferty. Zdaniem przedstawicieli firmy, już w 2023 roku byłyby gotowe pierwsze silniki, na tyle dojrzałe konstrukcyjne, iż można by je zastosować w prototypach samolotu. Niezwykła szybkość jaką oferowała turecko-brytyjska firma może sugerować, iż zamiast zaprojektowania i budowy od podstaw nowej jednostki napędowej, zmodernizowany pod kątem wymagań projektu TF-X zostanie już istniejący silnik. W tym kontekście pojawiły się doniesienia o silnikach EJ200, stosowanych w samolotach Eurofighter Typhoon i ich wersjach rozwojowych. Kolejnym podmiotem, który zaoferował własne silniki, był turecki producent TUSAŞ Motor Sanayii A.Ş. Firma jest spółką pomiędzy TAI, posiadającym większościowy udział oraz amerykańskim GE Aviation. Ostatecznie to krajowa firma TR Motor otrzymała kontrakt na budowę i rozwój silnika oznaczonego jako TR-M. Stosowne porozumienie pomiędzy Agencją Przemysłu Obronnego a TR Motor podpisano 8 listopada 2018 roku. Umowa obejmuje 10 letni okres prac. Otwarta pozostała jednak kwestia silników mających zostać zastosowanych do napędu prototypów i pierwszej partii produkcyjnej. 31 października 2019 roku oficjalnie ogłoszono, iż do napędu tych maszyn wykorzystany zostanie silnik z rodziny General Electric F110. W 2021 roku ujawniono informację, iż prototypy samolotu biorące udział w próbach, napędzane będą silnikami General Electric F110-GE-129.
W połowie grudnia 2017 roku TAI opublikował oficjalną specyfikację TF-X. Obok wstępnych wymiarów i osiągów, określono parametry dwóch silników, których ciąg określono na poziomie 88,96 kN. Wartość ta jest zaskakująca, ponieważ maszyna ma dysponować możliwością lotu z prędkością supercruise, a dla jej osiągnięcia i wydajnego zastosowania, podany ciąg może być niewystarczający. Przedstawiona wizualizacja prezentowała maszynę o obniżonej skutecznej powierzchni odbicia, wewnętrznych komorach uzbrojenia, z wlotami powietrza do silników i usterzeniem pionowym podobnym do rozwiązań zastosowanych w amerykańskim Lockheed F-22 Raptor. Maszyna ma charakteryzować się wysoką manewrowością, posiadać na wyposażeniu radar z elektronicznym skanowaniem fazowym (Active Electronically Scanned Array – AESA) bazujący na technologii azotku galu (GaN). Analizując grafiki prezentujące wizję nowej tureckiej konstrukcji, maszyna prawdopodobnie zostanie również wyposażona w system obserwacji i śledzenia celów w podczerwieni IRST (Infrared Search & Track). Głowica systemu widoczna jest w części dziobowej samolotu. Twórcą radaru ma być turecka firma Aselsan. Wstępne, ujawnione w listopadzie 2018 roku plany, zakładają oblot prototypu w 2023 roku. Seryjna produkcja ma się rozpocząć w 2033 roku. TF-X ma pozostać w służbie do 2070 roku.

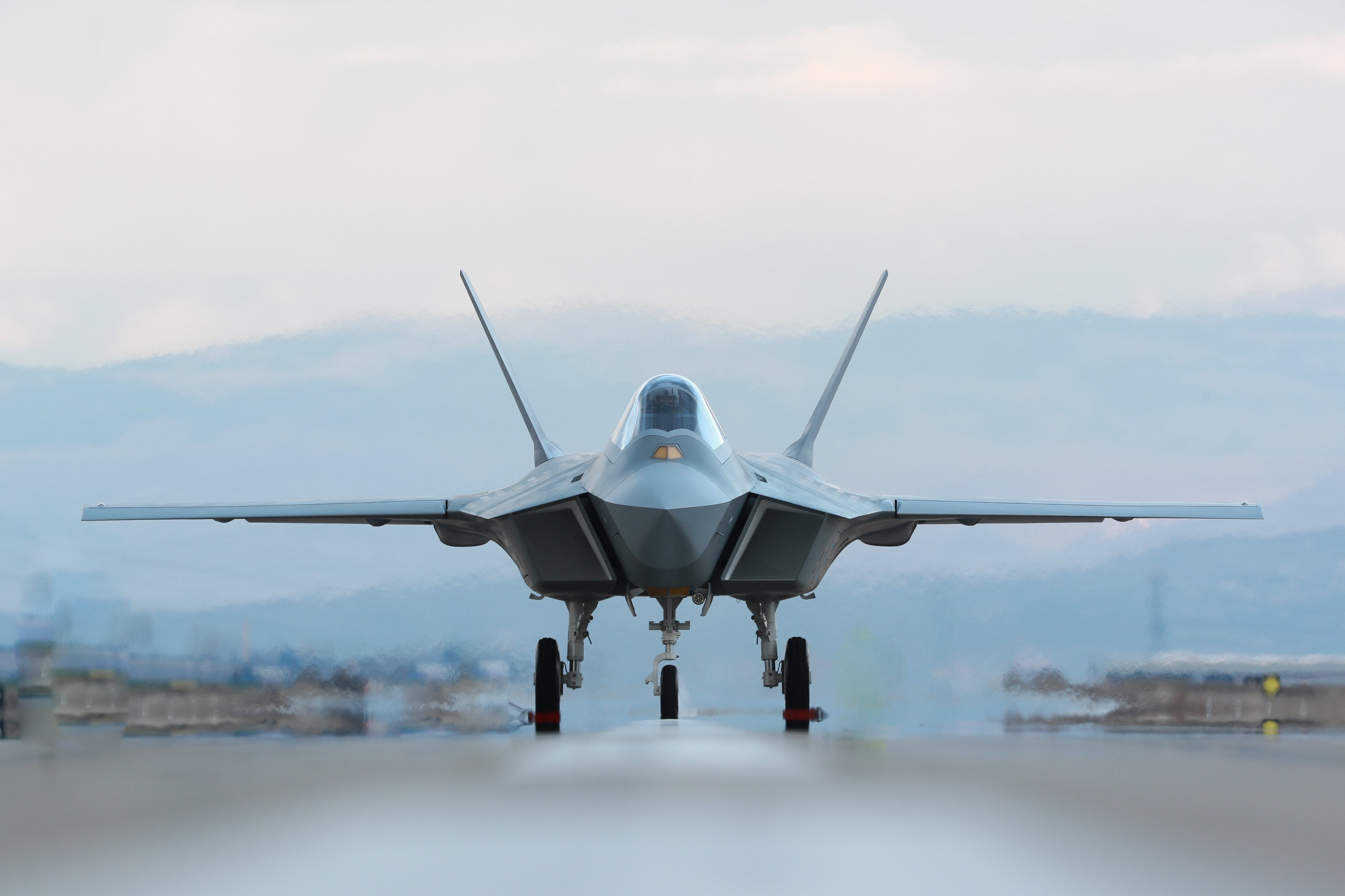
TAI TF-X w trakcie naziemnych prób kołowania w marcu 2023 roku

W kwietniu 2021 roku rozpoczęto fazę wstępnego przeglądu projektu. Jego efektem było rozpoczęcie wytwarzania wybranych elementów samolotu we wrześniu tego samego roku. 4 listopada 2021 roku dyrektor generalny TAI podał do publicznej wiadomości fakt ukończenia budowy pierwszego elementu struktury płatowca TF-X. Zweryfikowany harmonogram budowy maszyny zakładał ukończenie pierwszego prototypu w 2023 roku, a jego oblot ma się odbyć w 2025 roku. W próbach ma wziąć ogółem osiem maszyn prototypowych. Montaż pierwszego z nich rozpoczęto 30 kwietnia 2022 roku. 21 listopada tego samego roku konstrukcja została przeniesiona na końcową linię montażową. W grudniu 2022 roku prototyp po raz pierwszy stanął na własnym podwoziu. 11 stycznia 2023 roku, podczas odbywającej się w Ankarze konferencji prasowej, oficjalnie ujawniono wygląd pierwszego prototypu GTU/P0. 21 lutego 2023 roku prototyp z zamontowanymi silnikami GE Aviation F110-GE-129E odbył pierwszy test działania. W tym samym dni oficjalnie rozpoczęto testy naziemne samolotu. 16 marca 2023 roku ukończoną maszynę po raz pierwszy wytoczono z hangaru i po uruchomieniu silników samolot wykonał krótkotrwałe kołowanie po pasie startowym.
W trakcie odbywających się w Wielkiej Brytanii targów Farnborough International Airshow w 2022 roku ujawniono informacje o zakończeniu badań tunelowych samolotu. Odbyły się one w Stanach Zjednoczonych, Wielkiej Brytanii i Republice Południowej Afryki. Zaprezentowano również program postępów w projekcie, przewidujący prezentacje ukończonego prototypu 18 marca 2023 roku i jego oblot 18 marca 2025 roku.
1 maja 2023 roku odbyła się uroczysta, oficjalna ceremonia wytoczenia ukończonego pierwszego prototypu z hali montażowej (ang. roll out). Ujawniono również nazwę jaką otrzymał samolot – Kaan, oznaczającego króla królów/władcę/najwyższy władca, będącym również używanym w Turcji nazwiskiem.
21 lutego 2024 roku, samolot został oblatany. Podczas trwającego 13 minut lotu, maszyna wzbiła się na wysokość 2500 metrów, osiągając maksymalną prędkość 426 km/h. Za sterami maszyny siedział pilot doświadczany wytwórni TAI, Barbaros Demirbas. W trakcie lotu, prototypowi towarzyszył dwumiejscowy F-16.

## Współpraca międzynarodowa
Koszty finansowe prowadzenia całego projektu są ogromne i stanowią poważne obciążenie dla całości budżetu Turcji. Aby zmniejszyć obciążenia ekonomiczne, Turcja prowadziła negocjacje o nawiązaniu współpracy międzynarodowej przy projekcie nowego myśliwca. Wśród krajów, z którymi takie rozmowy prowadzono, wymienia się Azerbejdżan, Pakistan, Malezję, Katar, Pakistan i inne, niewymienione kraje z obszaru Zatoki Perskiej. 27 lipca 2023 roku, podczas odbywającej się w Stambule wystawy International Defence Industry Fair 2023 (IDEF 2023), Turcja zawarła porozumienie z Azerbejdżanem, które określa zasady współpracy pomiędzy tureckim producentem a Ministerstwem Obrony Azerbejdżanu w kwestii prac nad rozwojem TF-X i jego wspólnej produkcji. Analizie zostanie poddana zdolność azerbejdżańskich przedsiębiorstw produkcyjnych do budowy niektórych komponentów tureckiego myśliwca. Umowa nie narzuca Azerbejdżanowi deklaracji zakupu TF-X. Podczas tych samych targów IDEF 2023, dzień później 28 lipca, Turcja popisała kolejny dokument o potencjalnej współpracy przy produkcji samolotu z Pakistanem.
Podczas odbywającego się w dniach 17-21 lutego 2025 roku w Abu Zabi salonu lotniczego IDEX 2025, prezes TAI poinformował o fakcie zainteresowania dołączenia do programu budowy tureckiego myśliwca Zjednoczonych Emiratów Arabskich.

## Konstrukcja
Samolot myśliwski zbudowany z wykorzystaniem technologii utrudnionej wykrywalności i tak opracowanym kształcie płatowca. Pilot ma do dyspozycji fotel wyrzucany Martin-Baker Mk 16, boczny drążek sterowy, umieszczony po prawej stronie kabiny oraz pojedynczy, wielkoformatowy wyświetlacz dotykowy. Skompresowane i najważniejsze informacje będą udostępniane pilotowi na jego wyświetlaczu nahełmowym Tulgar. System Tulgar wyposażony jest równolegle w cyfrowy noktowizor, kolorowy ekran, układ śledzenia ruchów głowy oraz aktywny i pasywny system redukcji szumów/hałasu. Na dziobie samolotu, przed kabiną pilota, umieszczono czujnik systemu IRST Aselsan Karat, służący do wyszukiwania, śledzenia i identyfikacji celów powietrznych w podczerwieni. Sensor pracuje w paśmie LWIR umożliwiającym wykrywanie z dużej odległości. Całość umożliwia śledzenie wielu celów jednocześnie i tryb przeszukiwania dużego obszaru. Pod nosem samolotu umieszczono elektrooptyczny system celowniczy Aselsan Toygun. Jego celem jest wyszukiwanie i oznaczanie celów naziemnych. Toygun podświetla cele wiązką lasera o długości fali 1064 nm, wykrywa i śledzi cele podświetlone laserem przez inne platformy bojowe. Wykorzystuje detektor termiczny pracujący w paśmie MWIR umożliwiający śledzenie celów w jakości HD. Dodatkowo system umożliwia dokonywanie pomiaru odległości na dystansie ponad 35 km oraz obliczeniu współrzędnych celu przy wsparciu wewnętrznej inercyjnej jednostki pomiarowej INS i zewnętrznego sygnału GPS Radar z syntetyczną aperturą.
System samoobrony myśliwca posiada zestaw czujników ostrzegającym o opromieniowaniu samolotu wiązką radarową i wykrywający zbliżające się rakiety przeciwlotnicze. Pokładowy system samoobrony ma automatycznie podjąć odpowiednie środki przeciwdziałania. Niewiadomą pozostaje docelowy radar, jaki ma trafić na wyposażenie samolotu. Firma Aselsan pracuje od 2013 roku nad tur. Bütünleşik Radyo Frekansı Sistemi (BÜRFİS) – Zintegrowany System Częstotliwości Radiowych, radarem z anteną z aktywnym skanowaniem elektronicznym (AESA) wykonaną w technologii azotku galu. Radar, dysponujący 2000 modułami nadawczo-odbiorczymi, ma mieć zdolność pracowania w trybie z aperturą syntetyczną (SAR). Ma mieć również możliwość walki radioelektronicznej.

## Uzbrojenie
Turecki producent przede wszystkim wyposażył samolot w możliwość przenoszenia jak najszerszej gamy uzbrojenia rodzimej produkcji. Do walki na krótkim zasięgu służą naprowadzane na podczerwień rakiety powietrze-powietrze GÖKTUĞ Bozdoğan, miniaturowe, przeciwlotnicze pociski Akdoğan. Do walki z wrogimi maszynami na średnich dystansach służy naprowadzany radarowo GÖKTUĞ Gökdoğan, a na dalekim, bez widoczności wroga, również naprowadzany radarowo GÖKTUĞ Gökhan. W skład uzbrojenia wchodzi przeciwokrętowy pocisk manerwujący SOM-J, przeciwradarowy Akbaba. Szeroki wachlarz bomb kierowanych TEBER, HGK-82/83/84, KGK-82/83/84. W celu utrzymania właściwości stealth, w kadłubie umieszczono trzy komory wewnętrznego uzbrojenia. Dwie komory boczne i większą, obszerniejszą komorę środkową na spodzie kadłuba. W ich wnętrzu samolot może przenosić wszystkie krajowe pociski powietrze-powietrze, bomby kierowane HGJ-82/83 oraz manewrujące SOM-J.
Kaan ma być wspierany przez bezzałogowe aparaty latające, pełniące rolę tzw. lojalnych skrzydłowych. Tego typu zadania mogą wypełniać rozwijane równolegle samoloty Bayraktar Kızılelma i TAI Anka-3.

## Zamówienia
Wstępne plany zakładały zakup nawet 250 nowych maszyn, równolegle obok planów wprowadzenia 100 samolotów F-35. Taka skala zakupu w praktyce spowodowałaby zwiększenie liczebności maszyn bojowych tureckiego lotnictwa w porównaniu do stanu z 2020 roku. Koszt całego programu może jednak zredukować liczbę zamawianych maszyn. Turcja duże nadzieje wiązała z wprowadzeniem do linii amerykańskich samolotów F-35. Jednak zakup przez ten kraj rosyjskiego systemu S-400 Triumf (pierwsze elementy systemu zostały dostarczone 12 lipca 2019 roku), wykluczyły Turcję z grona odbiorców amerykańskiej konstrukcji. Turcja brana była pod uwagę również jako kraj mogący nawiązać współpracę z brytyjskimi firmami w kontekście uruchomienia przez Wielką Brytanię programu BAE Systems Tempest. Decyzja Turcji o zakupie rosyjskich rakiet zablokowało również i tę inicjatywę. Owe zawirowania mogą zmienić plany wobec TF-X. Widocznym efektem pozbawienia Turcji dostępu do amerykańskich F-35, była zmiana wymagań co do możliwości projektu TAI TF-X. Początkowo miała być to maszyna zdecydowanie mniej zaawansowana niż docelowy Kaan, jednak wraz z utratą szansy na pozyskanie F-35, turecki projekt musiał w jakimś stopniu skompensować straty, przejmując część możliwości amerykańskich samolotów. Długoterminowe plany Turcji zakładają zaoferowanie maszyny na eksport. Wśród potencjalnych zainteresowanych nową konstrukcją wymienia się państwa mające w przyszłości stanąć przed potrzebą wymiany floty swoich F-16. Z drugiej jednak strony, większość europejskich państw, których siły powietrzne eksploatują F-16, bierze udział w programie F-35. W znacznym stopniu ogranicza to szanse TF-X. Potencjalnie większe możliwości może dawać rynek bliskowschodni i Pakistan. O rozmowach pomiędzy Pakistanem i Turcją media donosiły w czerwcu 2016 roku. Turcja zainteresowana była pozyskaniem azjatyckiego partnera. Pakistan w dalszej perspektywie zmuszony będzie do pozyskania nowych samolotów. Informacje o rozpoczęciu prac koncepcyjnych nad maszynami nowego typu pojawiły się w Pakistanie wiosną 2016 roku.